# Viscount Ullswater

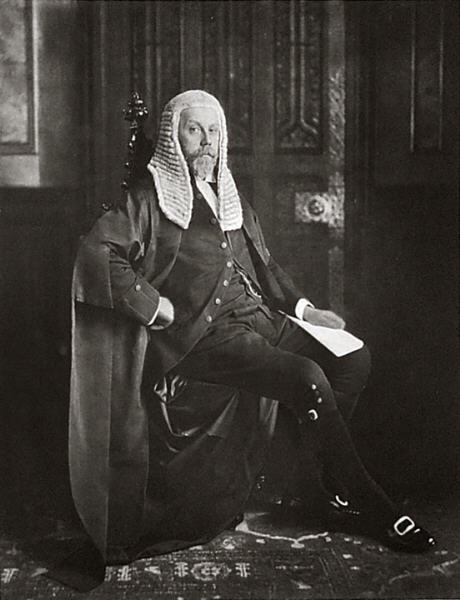
James Lowther, 1. Viscount Ullswater

Viscount Ullswater, of Campsea Ashe in the County of Suffolk, ist ein erblicher britischer Adelstitel in der Peerage of the United Kingdom.

## Verleihung
Der Titel wurde am 8. Juli 1921 für den liberalen Politiker James Lowther geschaffen, nachdem dieser vom Amt des Speakers des House of Commons zurückgetreten war. Er hatte dieses Amt über 15 Jahre inne.

## Weitere Titel von Verwandten
Der erste Viscount war ein Abkömmling in männlicher Linie von William Lowther, 1. Earl of Lonsdale. Daher steht der jeweilige Viscount in der Erbfolge für den Titel Earl of Lonsdale und die weiteren Würden, die diesem nachgeordnet sind.

## Liste der Viscounts Ullswater
- James Lowther, 1. Viscount Ullswater (1855–1949)
- Nicholas Lowther, 2. Viscount Ullswater (* 1942)

Titelerbe (Heir apparent) ist der älteste Sohn des jetzigen Viscounts, Hon. Benjamin James Lowther (* 1975).